# Motor radial

Vista en corte de un motor radial.

El motor radial o motor estrella es una configuración de motor de combustión interna de tipo alternativo en el que los cilindros «irradian» hacia fuera desde un cárter central como los radios de una rueda.

## Funcionamiento

Piezas móviles que muestran el funcionamiento de una típica pequeña radial de cinco cilindros. Los pistones están en dorado y las válvulas en rosa, la biela maestra en morado pálido, las bielas esclavas en azul, el cigüeñal / contrapeso en gris y el anillo de distribución y las levas en rojo.

Dado que los ejes de los cilindros son coplanares, las bielas no pueden unirse directamente al cigüeñal, a menos que se utilicen bielas bifurcadas mecánicamente complejas, ninguna de las cuales ha tenido éxito. En su lugar, los pistones se conectan al cigüeñal mediante un conjunto de biela maestra y biela articulada. Uno de los pistones, el superior de la animación, tiene una biela maestra directamente unida al cigüeñal. Los pistones restantes fijan sus bielas a anillos situados alrededor del borde de la biela maestra. Se pueden añadir «filas» adicionales de cilindros radiales para aumentar la capacidad del motor sin aumentar su diámetro.
Los motores radiales de cuatro tiempos tienen un número impar de cilindros por fila, de modo que se puede mantener un orden de encendido consistente de cada pistón, proporcionando un funcionamiento suave. Por ejemplo, en un motor de cinco cilindros, el orden de encendido es 1, 3, 5, 2, 4 y vuelta al cilindro 1. Además, esto siempre deja un espacio de un pistón entre el pistón en su carrera de combustión y el pistón en compresión. La carrera activa ayuda directamente a comprimir el siguiente cilindro que se va a disparar, haciendo que el movimiento sea más uniforme. Si se utilizara un número par de cilindros, no sería factible un ciclo de encendido igualmente sincronizado.
Como en la mayoría de los motores de cuatro tiempos, el cigüeñal da dos vueltas para completar las cuatro carreras de cada pistón (admisión, compresión, combustión y escape). El anillo del árbol de levas gira más despacio y en sentido contrario al cigüeñal. Sus lóbulos de leva están colocados en dos filas; una para las válvulas de admisión y otra para las de escape. El motor radial utiliza normalmente menos lóbulos de leva que otros tipos. Por ejemplo, en el motor de la ilustración animada, cuatro lóbulos de leva sirven para las 10 válvulas de los cinco cilindros, mientras que en un motor en línea típico con el mismo número de cilindros y válvulas serían necesarios diez.

## Historia

### Aviación

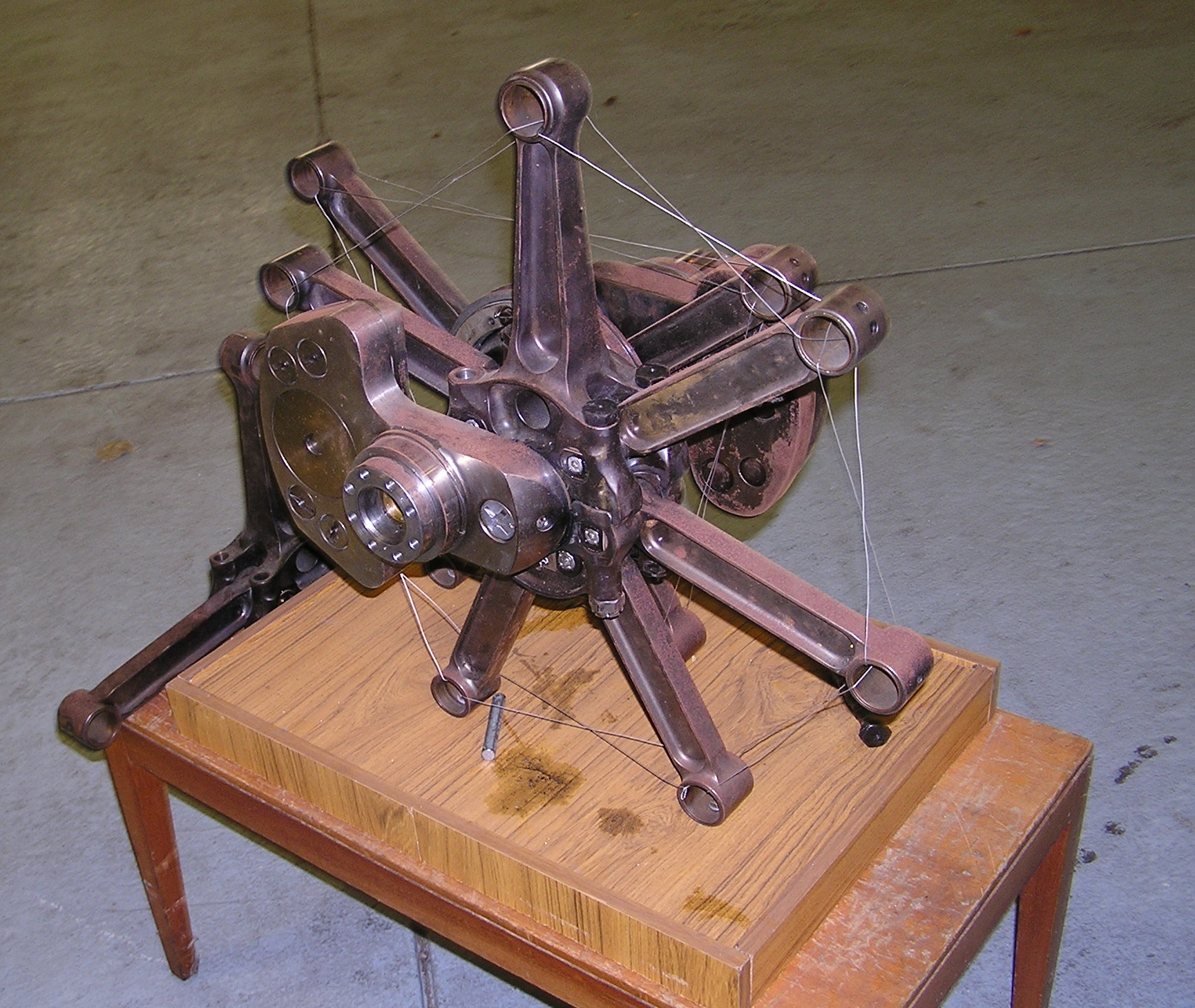
Biela principal (vertical) y bielas esclavas de un Pratt & Whitney R-1535 Twin Wasp Junior de dos filas y catorce cilindros.

C. M. Manly construyó un motor radial de cinco cilindros refrigerado por agua en 1901, una conversión de uno de los motores rotativos de Stephen Balzer, para el avión Aerodrome de Langley. El motor de Manly producía 39 kW a 950 rpm.
En 1903-1904, Jacob Ellehammer aprovechó su experiencia en la construcción de motocicletas para construir el primer motor radial refrigerado por aire del mundo, un motor de tres cilindros que utilizó como base para un modelo más potente de cinco cilindros en 1907. Lo instaló en su triplano y realizó varios vuelos cortos en vacío.
Otro de los primeros motores radiales fue el Anzani de tres cilindros, construido originalmente como una configuración de «ventilador» W3, uno de los cuales impulsó el Blériot XI de Louis Blériot a través del canal de la Mancha. Antes de 1914, Alessandro Anzani había desarrollado motores radiales que iban desde los 3 cilindros (separados 120° entre sí) - lo suficientemente tempranos como para haber sido utilizados en algunos ejemplares construidos en Francia del famoso Blériot XI de la fábrica original de Blériot - hasta un enorme motor de 20 cilindros de 50 kW, con sus cilindros dispuestos en cuatro filas de cinco cilindros cada una.
De 1909 a 1919, el motor radial se vio eclipsado por su pariente cercano, el motor rotativo, que se diferenciaba del llamado radial «estacionario» en que el cárter y los cilindros giraban con la hélice. Su concepto era similar al del motor radial posterior, con la diferencia principal de que la hélice estaba atornillada al motor y el cigüeñal al fuselaje. El problema de la refrigeración de los cilindros, un factor importante en los primeros radiales estacionarios, se paliaba gracias a que el motor generaba su propio flujo de aire de refrigeración.
El motor radial J-5 Whirlwind de 168 kW de Wright de 1925 fue ampliamente considerado como «el primer motor de avión verdaderamente fiable». Wright encargó a Giuseppe Mario Bellanca el diseño de un avión para exhibirlo, y el resultado fue el Wright-Bellanca WB-1, que voló por primera vez ese mismo año. El J-5 se utilizó en muchos aviones avanzados de la época, incluido el Spirit of St. Louis de Charles Lindbergh, en el que realizó el primer vuelo transatlántico en solitario.

### Radiales modernos
Varias empresas siguen fabricando radiales en la actualidad. Vedeneyev fabrica el M-14P radial de 270-340 kW que se utiliza en los aviones acrobáticos Yakovlev y Sukhoi. El M-14P también es utilizado por los constructores de aviones caseros, como el Culp Special, el Culp Sopwith Pup, el Pitts S12 «Monster» y el Murphy «Moose». La empresa australiana Rotec Aerosport ofrece motores de 7 cilindros y 82 kW y de 9 cilindros y 110 kW. HCI Aviation ofrece el R180 de 5 cilindros (56 kW) y el R220 de 7 cilindros (82 kW), disponibles «listos para volar» y como kit de construcción. Verner Motor, de la República Checa, fabrica varios motores radiales con potencias comprendidas entre 19 y 112 kW.

## Comparación con los motores en línea

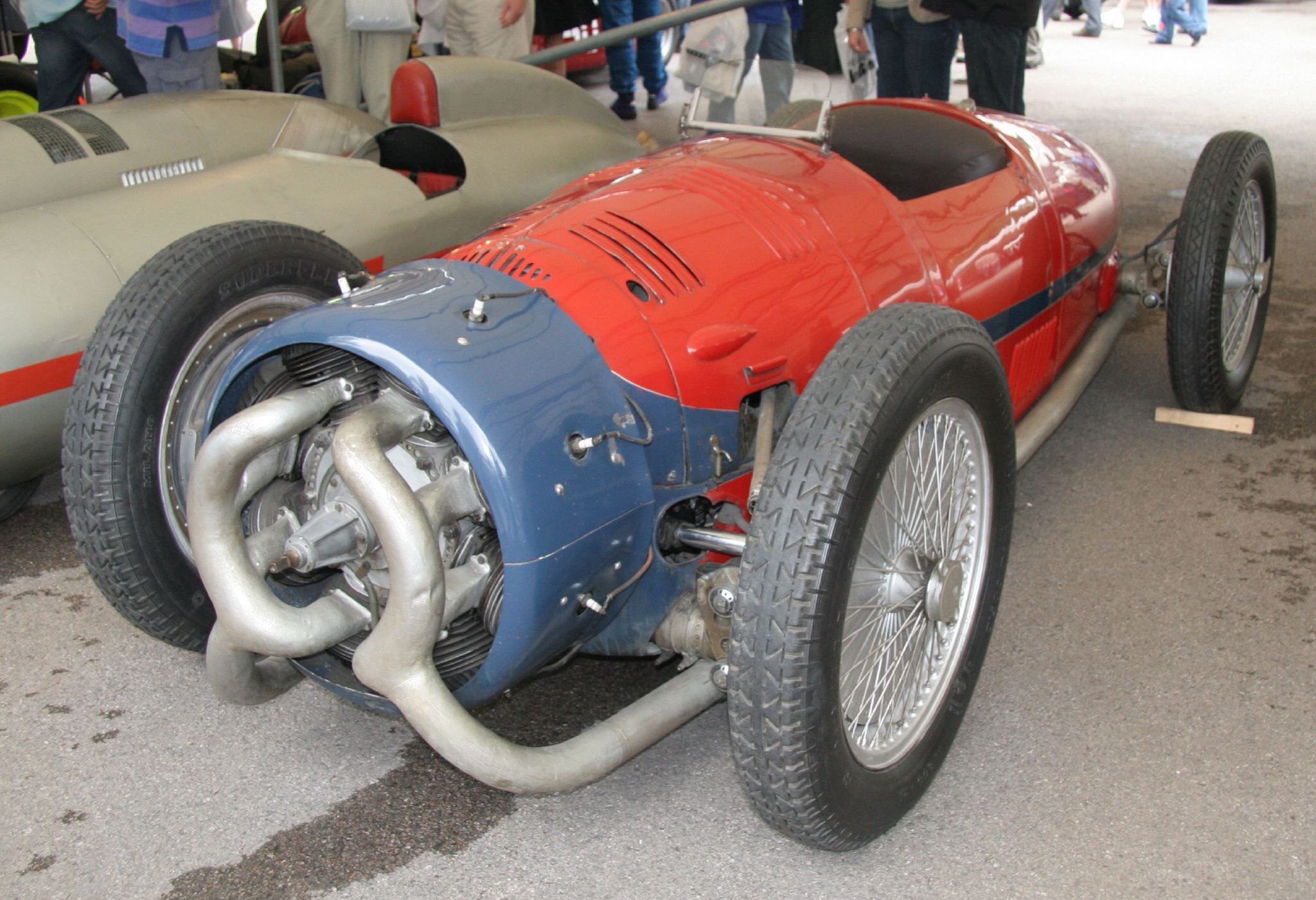
El coche de carreras Monaco-Trossi de 1935, un raro ejemplo de uso automovilístico.

Los sistemas de refrigeración líquida suelen ser más vulnerables a los daños en combate. Incluso un pequeño daño por metralla puede provocar fácilmente una pérdida de refrigerante y el consiguiente sobrecalentamiento del motor, mientras que un motor radial refrigerado por aire puede no verse afectado por daños menores. Los radiales tienen cigüeñales más cortos y más rígidos, y un motor radial de una sola bancada sólo necesita dos cojinetes de cigüeñal, frente a los siete que necesita un motor de seis cilindros en línea refrigerado por líquido de rigidez similar.
Mientras que un motor radial de bancada única permite refrigerar todos los cilindros por igual, no ocurre lo mismo con los motores de varias hileras, en los que los cilindros traseros pueden verse afectados por el calor procedente de la hilera delantera y el flujo de aire puede quedar enmascarado.
Una posible desventaja de los motores radiales es que la exposición de los cilindros al flujo de aire aumenta considerablemente la resistencia aerodinámica. La respuesta fue la adición de carenados especialmente diseñados con deflectores para forzar el aire entre los cilindros.